# Forel (Lavaux)
Forel, officiellt Forel (Lavaux), är en ort och kommun i distriktet Lavaux-Oron i kantonen Vaud, Schweiz. Kommunen har 2 066 invånare (2023).